# Metatrophis margaretae
Metatrophis margaretae là một loài thực vật thuộc họ Moraceae. Đây là loài đặc hữu của Polynésie thuộc Pháp.